# Power Ascender
Power Ascender (auch Powered Rope Ascender) ist die englische Bezeichnung für motorbetriebene, am Seil laufende Seilwinden, die das Überwinden vertikaler Strecken ohne Kraftanstrengung und in wesentlich kürzerer Zeit als bei vergleichbaren Einseiltechniken ermöglichen. Die Bedienung erfolgt dabei direkt durch die aufsteigende Person, es ist also keine zweite Person notwendig.

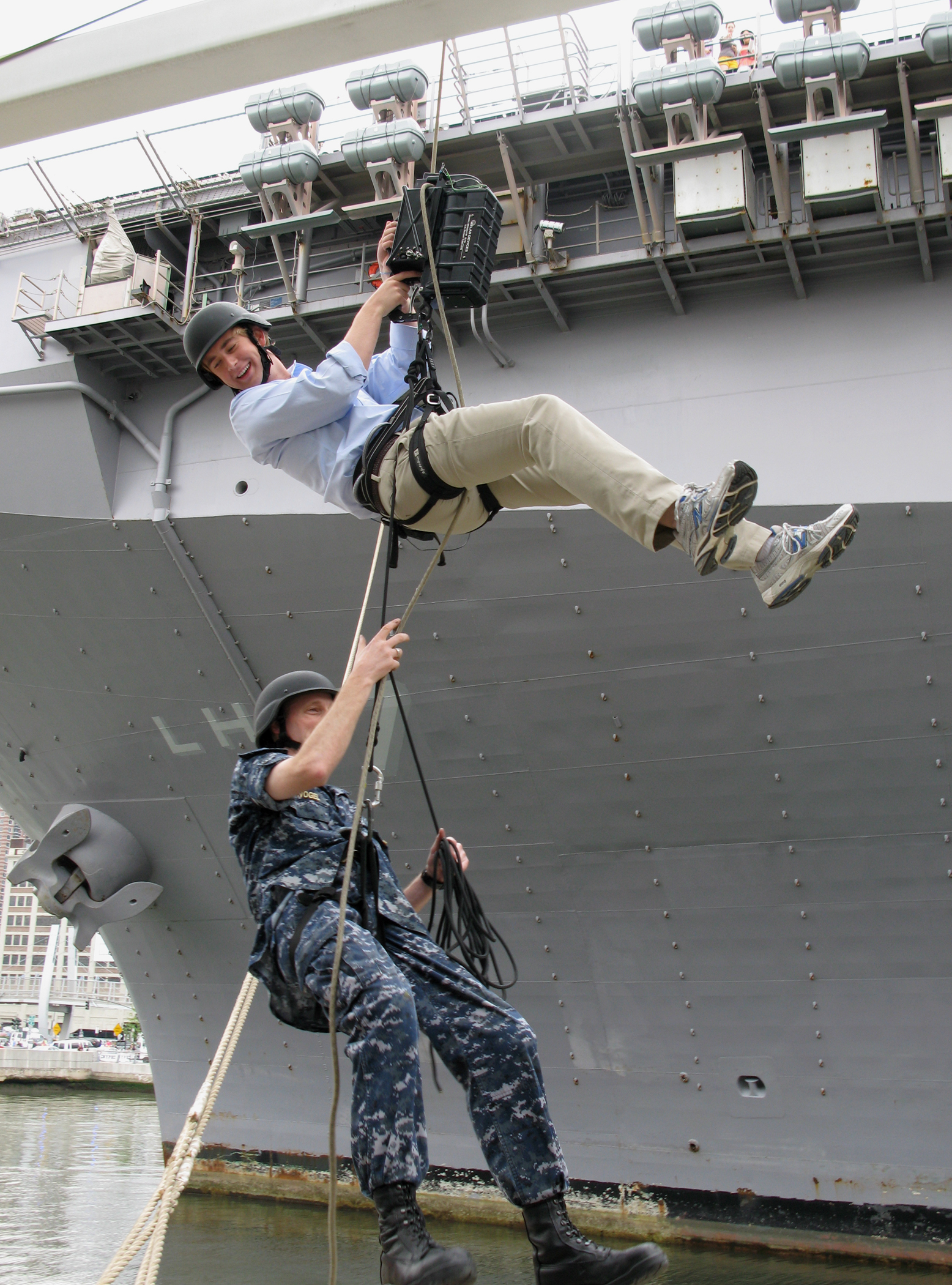
Demonstration eines vom ONR finanzierten Power Ascenders auf der Fleet Week New York 2010

Der Betrieb erfolgt entweder mit einem Verbrennungsmotor oder mit einem akkugetriebenen Elektromotor.
Leistung und Geschwindigkeit können, je nach Anwendungszweck, unterschiedlich ausfallen und bis zu 3 m/s betragen, Lasten bis zu 300 kg befördert werden. Zivile Geräte sind in der Regel mit Standardindustriekletterausrüstung (Seilen und dergleichen) kompatibel.
Verwendung finden diese Geräte bei Polizei, Militär, Rettungskräften, aber auch bei verschiedenen Bauunternehmen.
Der erste Power Ascender wurde nach eigener Darstellung 1997 vom schwedischen Unternehmen ActSafe auf den Markt gebracht. Ein weiterer Hersteller ist Atlas Devices, eine 2005 in Boston gegründete Rüstungsfirma.
Im Gegensatz zur Darstellung in Filmen und Computerspielen sind die realen Geräte jedoch wesentlich größer und schwerer.